# Elettropermanente
L'elettropermanente è un elemento elettrotecnico costituito da un nucleo in materiale ferromagnetico (di solito ferro dolce), da dei magneti permanenti invertibili (MI), su cui sono avvolti dei solenoidi, ovvero delle bobine di molte spire di filo elettrico e da dei magneti permanenti (MP), presenti nelle applicazioni che sviluppano la forza maggiore. Lo scopo dell'elettropermanente è di generare un campo magnetico senza la necessità di utilizzare continuamente una corrente elettrica. Il sistema elettropermanente può quindi essere definito l'evoluzione tecnica del sistema elettromagnetico. A differenza di quest’ultimo, infatti, questo sistema richiede l’alimentazione elettrica solo per modificare lo stato di attivazione del sistema, cioè il passaggio del sistema dallo stato neutro (DEMAG) allo stato attivato (MAG) e viceversa.
Il campo magnetico è prodotto da un particolare magnete permanente (MP), chiamato anche magnete invertibile (MI), avente la caratteristica di poter variare elettricamente e facilmente il verso della magnetizzazione.
Il magnete invertibile è controllato dal solenoide che lo circonda e, a seconda del verso della corrente che lo attraversa, il solenoide è in grado di modificare lo stato di polarizzazione del magnete. La tenuta del pezzo è, quindi, garantita non dalla presenza continua della corrente, come avviene per l’elettromagnete, ma dal campo magnetico generato dal magnete invertibile (MI); grazie a ciò è chiaro che la tenuta di un oggetto in un sistema elettropermanente non è vincolata dalla presenza di corrente e, quindi, non vi è possibilità di perdita della forza di attrazione nel caso di eventuali guasti nell'alimentazione.
La presenza di corrente solo durante i brevi transitori di modifica dello stato di attivazione consente di ridurre notevolmente gli ingombri dei solenoidi e quindi il loro peso.
La rapidità dei transitori consente anche una dispersione di energia sotto forma di calore molto bassa il che permette di compiere lavorazioni molto precise giacché la temperatura del sistema di ancoraggio non va a intaccare termicamente il pezzo da lavorare, non comportando così errori di lavorazione dovute a eventuali dilatazioni termiche.
Non avere presenza continua di corrente permette di ridurre i costi gestionali.
Confronto consumi elettrici tra un sistema elettromagnetico e un elettropermanente:
|                                 | Elettromagnete | Elettropermanente     |
| Potenza assorbita               | 15 kW          | 18 kW                 |
| Numero di attivazioni al giorno | 90             | 180                   |
| Tempo medio di attivazione      | 6 minuti       | 5 secondi             |
| Energia consumata               | 135kWh/giorno  | 4,5kWh/giorno         |
| Costo energia elettrica         | 0,1€/kWh       | 0,1€/kWh              |
| Totale (365 giorni lavorativi)  | 4927,5€/anno   | 164,25€/anno (-96,7%) |

In commercio esistono diverse tipologie costruttive di strutture a elettropermanente:
- sistema elettropermanente a singolo magnete:
  - a poli diretti e indotti;
  - a poli solo diretti;

- sistema elettropermanente a doppio magnete
  - a poli diretti e indotti;
  - a poli solo diretti.

I piani elettropermanenti possono essere realizzati a singolo magnete (sono molto sicuri anche se garantiscono forze di attrazione non troppo elevate, grazie alla loro particolare capacità di modulazione della forza di attrazione sono utilizzati nelle lavorazioni di precisione) oppure a doppio magnete (hanno le stesse prestazioni in termini di sicurezza rispetto a quelli a singolo magnete; il vantaggio principale sta nella presenza del magnete permanente (MP) che contribuisce in fase di magnetizzazione ad aumentare la forza del campo magnetico e quindi ad aumentare la forza attrazione)
Tenendo conto che tutti i sistemi magnetici possono essere realizzati in due differenti tipologie (a poli diretti e indotti o a poli solo diretti), è utile precisare che la migliore tra le due configurazioni quella a poli solo diretti è da preferire in quanto oltre alla maggiore compattezza, l’unicità del percorso magnetico, consente una notevole riduzione del flusso magnetico disperso e quindi un maggiore rendimento magnetico e una maggiore concentrazione dei flussi nelle zone di ancoraggio.